# Четрано (Пескара)
Четрано (итал. Cetrano) је насеље у Италији у округу Пескара, региону Абруцо.
Према процени из 2011. у насељу је живело 49 становника. Насеље се налази на надморској висини од 354 м.